# Hanzó Hattori
Hanzó Hattori (japonsky 服部 半蔵, Hattori Hanzó, 1541–1596), známý také pod jmény Hattori Masanari nebo Hattori Masašige, byl slavný japonský nindža z období Sengoku, vazal klanu Tokugawa. Byl synem Jasunagy Hattoriho a v literatuře se objevuje pod přízviskem Oni no Hanzó (鬼の半蔵, „Démon Hanzó“). Tento přívlastek zřejmě vznikl z potřeby odlišit jej od jiného tokugawského poddaného, Hanza Watanabeho. Hrál důležitou roli ve vzestupu Iejasu Tokugawy k moci, kdy mu pomáhal podmanit si klan Imagawa.
Svou první bitvu Hanzó prožil již jako šestnáctiletý při útoku na hrad Udo. Postupně si získal reputaci jako skvělý taktik a velmi odvážný bojovník. Proslul několika odvážnými akcemi, například vysvobozením ženy a syna Iejasu Tokugawy ze zajetí na hradu Kaminoga v roce 1562. V roce 1569 se podílel na obléhání hradu Kakegawa a zúčastnil se i bitev u Anegawy (1570) a Mikatagahary (1572). Do boje vedl skupiny nindžů z Iga, které mohly čítat až 300 mužů. V roce 1582, po smrti Ody Nobunagy, dovedl budoucího šóguna Tokugawu do bezpečí skrze provincii Iga do provincie Mikawa. Sloužil pod Tokugawou i v dalších bitvách. Zemřel údajně tak, že ho jemu nepřátelský nindža Fuma Kotaro, jehož Hanzó pronásledoval na lodích, nalákal do pasti a lodě zapálil.[zdroj?]

## Jmenovci v popkultuře
Jméno Hattori Hanzo se objevuje ve filmu režiséra Quentina Tarantina Kill Bill a to ve čtvrté kapitole Muž z Okinawy. Nevěsta se vydává na Okinawu pro japonský meč. Zde nalezne známého výrobce mečů jménem Hattori Hanzo (Sonny Chiba) a požádá ho, aby jí jeden vyrobil. Hattori sice „věci, které zabíjejí“ vyrábět přestal, Nevěsta ho však přemluví, aby svůj slib porušil. Nakonec jí vyrobí ten nejlepší meč, který kdy vyrobil. Nevěsta tedy může započít svoji pomstu.
Ve hře Zaklínač 3: Divoký hon (Witcher 3: The Wild Hunt) se v úkolu O knedlících a mečích (Of Swords and Dumplings) objevuje elf Éibhear Hattori, který dříve vyráběl nejlepší meče na světě, ale přestal kvůli konkurenci řízené místní mafií a teď prodává pouze redanské plněné knedlíky (herní obdoba čínských knedlíků wonton). Po splnění úkolu vyrobí Hattori pro Geralta svůj nejlepší meč a také změní svou restauraci zpět na kovárnu a umožní nechat si vyrobit ty nejlepší ocelové a stříbrné meče podle nákresů, které hráč najde.
Ve hře World of Warcraft je možno nalézt a nosit katanu s názvem „Hanzo’s sword“.